# Gordon Pearce
Gordon Charles Pearce, född 10 januari 1934 i Jabalpur, är en australisk före detta landhockeyspelare.
Pearce blev olympisk silvermedaljör i landhockey vid sommarspelen 1968 i Mexico City.